# سباق طواف فرنسا 1912
سباق طواف فرنسا 1912 من سلسلة سباقات سباق طواف فرنسا. أقيم هذا السباق في تاريخ 30 يونيو - 28 يوليو 1912 على 15 مراحل. بعد طي 5289 كم بمتوسط 27.763 كم في الساعة فاز بالميدالية الذهبية أوديل دفراي من بلجيكا، فيما حصد أوجين كريستوف من فرنسا الميدالية الفضية، وكانت الميدالية البرونزية من نصيب غوستاف غاريغو من فرنسا.

## الميداليات
| ذهب                  | فضة                   | برونز                 |
| أوديل دفراي - بلجيكا | أوجين كريستوف - فرنسا | غوستاف غاريغو - فرنسا |